# 血管拡張薬
血管拡張薬（けっかんかくちょうやく、英: vasodilators）は、中枢性あるいは末梢性に作用して血管拡張を引き起こす薬物の総称。その使用目的から抗高血圧薬、心不全治療薬、抗狭心症薬、脳循環改善薬、末梢血行不全改善薬に分類される。

## 作用血管による分類

### 血管拡張薬
プロレナール®が知られている。

### 冠血管拡張薬
ペルサンチン®、コメリアンコーワ®、ロコルナール®などが知られている。

### 脳循環改善薬
ケタス®、セロクラール®が知られている。

## 作用機序による分類

### カルシウム拮抗薬

#### 現在市販されている商品
- アムロジン（大日本住友製薬）・ノルバスク（ファイザー:一般名ベシル酸アムロジピン）
- コニール（協和発酵キリン）
- ヘルベッサー・R（田辺三菱製薬:一般名ジルチアゼム塩酸塩）
- アダラート・L・CR （バイエル薬品:一般名:ニフェジピン）
- ワソラン（エーザイ：一般名:ベラパミル塩酸塩）
- カルブロック （第一三共）
- アテレック（持田製薬）
- カルスロット（武田薬品工業）
- ランデル（ゼリア新薬工業、塩野義製薬）
- バイロテンシン（田辺三菱製薬:一般名ニトレンジピン）

### レニン阻害薬
- アリスキレン（Aliskiren ラジレスなど）

### アンジオテンシン変換酵素阻害薬
適応
- 高血圧
  - ペリンドプリル （Perindopril）　商品名：コバシル（協和発酵キリン）
  - デラプリル （Delaprill） 商品名：アデカット（武田薬品工業）
  - トランドプリル （Trandolapril） 商品名：プレラン（中外製薬）、オドリック(日本新薬)
  - シラザプリル （Cilazapril） 商品名：インヒベース（中外製薬）
- 高血圧 + 心不全
  - カプトプリル （Captopril）　商品名：カプトリル（第一三共）
  - エナラプリル （Enalapril）　商品名：レニベース（万有製薬）
  - リシノプリル （Lisinopril）　商品名：ロンゲス（塩野義製薬）ゼストリル（アストラゼネカ）
  - ベナゼプリル （Benazepril）　商品名：チバセン（ノバルティスファーマ）
- 高血圧 + 1型糖尿病に伴う糖尿病性腎症
  - イミダプリル （Imidapril）　商品名：タナトリル（田辺三菱製薬）　※オーファンドラッグ（稀少疾病用医薬品）として承認
- 日本未発売
  - ラミプリル （Ramipril）

など

### アンジオテンシン受容体拮抗薬
- 2型糖尿病性腎症：ロサルタン
- 心不全（ACE阻害薬不忍容例）：カンデサルタンシレキセチル